# Somatic Experiencing
Somatic Experiencing (SE) ist ein markenrechtlich geschützter Begriff für einen körperorientierten Ansatz zur Lösung von traumatischem Stress. SE wird zur Überwindung von Schocktraumata und zur Behandlung früher Bindungs- und Entwicklungstraumata eingesetzt. Das Ziel von Somatic Experiencing ist, die natürliche Selbstregulation im Nervensystem (wieder-)herzustellen und dadurch die im Körper als Folge von Schock und Trauma entstandenen Symptome zu wandeln.
Zum Trauma wird ein Ereignis, wenn es individuelle psychische Bewältigungsfähigkeiten übersteigt und ein Gefühl der Überwältigung und Hilflosigkeit verursacht. Traumatisierende Erlebnisse können in vielerlei Lebenssituationen entstehen: Operationen, schwere Krankheiten, Verletzungen, der Verlust eines nahen Menschen, Vernachlässigung in der Kindheit oder pränatale Bedrohung im Mutterleib, Krieg, Naturkatastrophen oder Gewalterfahrung wie z. B. Vergewaltigungen. Auch scheinbar gewöhnliche Ereignisse wie medizinische Behandlungen, ein Hundebiss oder das Miterleben von Gewalt im Fernsehen können den Anwendern der Methode zufolge traumatisieren.
Somatic Experiencing definiert Trauma nicht in erster Linie durch das Ereignis, sondern durch die körperliche Reaktion auf das Ereignis. In einer bedrohlichen Situation laufe automatisch ein Notprogramm ab: Kampf, Flucht, Erstarrung oder Kollabieren. Erst wenn die dabei mobilisierte Energie entladen sei, sei für den Körper die Gefahr vorbei. Ansonsten bleibe er weiterhin in Alarmbereitschaft. Die „Überlebensenergie“ werde im Nervensystem gebunden und es entstehe ein Trauma. SE wird als nonverbale Kommunikation mit dem Körpergedächtnis beschrieben. Das Nervensystem werde angeleitet, die während des Traumas blockierten Energien zu entladen.
Die Methode wurde von Peter Alan Levine, geboren 1942, Biophysiker und Psychologe, entwickelt. 2010 wurde er von der Amerikanischen Vereinigung für Körperpsychotherapie für sein Lebenswerk ausgezeichnet.

## Wirksamkeit
Zwei randomisierte kontrollierte Studien belegten 2017, dass Somatic Experiencing eine effektive Methode zur somatischen PTBS-Behandlung sein kann.
Eine Überblicksstudie von 2021 ergänzt, dass "trotz mangelnder empirischer Forschung das Interesse an Somatic Experiencing in der klinischen Anwendung wächst. Die derzeitige Evidenz-Grundlage ist jedoch schwach und erfüllt (noch) nicht die hohen Standards der klinischen Wirksamkeitsforschung."

## Somatic Experience
Eine entsprechende körperliche Erfahrung eines Patienten heißt im Englischen somatic experience. Mitunter werden beide Fachbegriffe Somatic Experience und Somatic Experiencing (ursprüngliche Gewalterfahrung und spätere Traumatherapie) verwechselt.